# Robert Défossé
Pour les articles homonymes, voir Defossé.
Robert Défossé, né le 19 juin 1909 à Liévin (Pas-de-Calais) et mort le 30 août 1973 à Lille, est un footballeur international français évoluant au poste de gardien de but. Comptant neuf sélections avec l'équipe de France, il fut notamment sélectionné pour la Coupe du monde 1934 en Italie.

## Biographie

### En club

#### Jeunesse et ES Bully
Avant de se consacrer au football, Robert Défossé fait de la boxe dès l'âge de treize ans et de la gymnastique à Liévin. Cela lui faisant travailler sa combativité et sa musculature noueuse.
Défossé pratique pour la première à l’Étoile sportive de Bully-les-Mines, tout d'abord demi gauche, ailier droit puis arrière gauche. Ce n'est qu'incidemment qu'il est amené à prendre place dans les buts, après avoir disputé un match de basket-ball. En effet son coéquipier Dereude remarque que Défossé possède une bonne détente. Il s'essaye alors au poste de gardien de but. Quatre matchs plus tard, il est sélectionné en équipe du Nord et dispute ensuite 17 matchs dans les sélections du Nord et de l'Artois.
Il s'impose au poste de gardien de but et dès qu'il rejoint l'Olympique lillois, la Ligue du Nord sélectionne cet ancien mineur.

#### Olympique lillois (1932-1938)

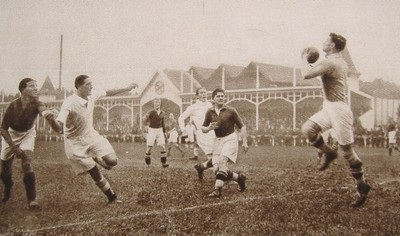
Défossé capte la balle lors du Olympique lillois - Marseille du 11 septembre 1932, premier match professionnel du club lillois.

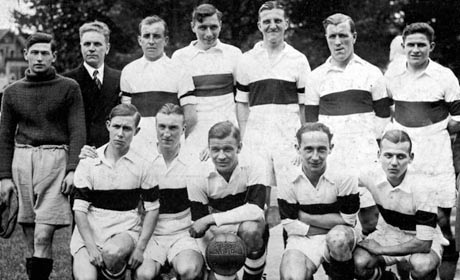
Les onze joueurs de l'Olympique lillois premiers champions de France professionnels de l'histoire en 1933.
Défossé est debout, à gauche.

Avec l'Olympique lillois, Défossé est convoqué plusieurs fois pour être le gardien des Lions des Flandres. Succédant à Louis Vandeputte dans les cages de l'OL, il est le titulaire indiscutable avant l'arrivée de Julien Darui en 1937.
Défossé et les Lillois sont les premiers champions de France professionnels de l'histoire lors de l'exercice 1932-1933. Pendant la saison, le gardien de but nordiste joue un rôle prépondérant dans les bons résultats de son équipe. Il participe à tous les dix-huit matchs de championnat.

#### Fin de carrière au Red Star
En 1938, Robert Défossé signe au Red Star où il achève sa carrière.

### En sélection (1933-1936)
Le 12 février 1933, Robert Défossé fait ses débuts en équipe de France face à l'Autriche. Cette première sélection est douloureuse puisque la France s'incline 4-0. Au Parc des Princes, Défossé « démoralise » à lui seul, aux dires d'Hugo Meisl, les joueurs du fameux « Wunderteam », durant toute la première mi-temps. Il encaisse ensuite quatre buts sans qu'on lui en fasse grief.
Après cinq autres matchs durant l'année 1933, Défossé cède sa place à Alex Thépot puis René Llense. Ces trois gardiens sont ceux sélectionnés pour la Coupe du monde 1934, Défossé y est en tant que gardien numéro 2 derrière Thépot.
Le 13 décembre 1936, Robert Défossé connait sa dernière sélection en équipe de France qui reçoit la Yougoslavie (victoire 1-0). Il totalise neuf capes avec les Bleus, toutes effectuées en matchs amicaux.

## Statistiques
| # | Date       | Compétition | Affiche/Adversaire       | Score |
| - | ---------- | ----------- | ------------------------ | ----- |
| 1 | 12/02/1933 | Amical      | France - Autriche        | 0-4   |
| 2 | 19/03/1933 | Amical      | Allemagne - France       | 3-3   |
| 3 | 26/03/1933 | Amical      | France - Belgique        | 3-0   |
| 4 | 23/04/1933 | Amical      | France - Espagne         | 1-0   |
| 5 | 25/05/1933 | Amical      | France - Pays de Galles  | 1-1   |
| 6 | 10/06/1933 | Amical      | Tchécoslovaquie - France | 4-0   |
| 7 | 06/12/1933 | Amical      | Angleterre - France      | 4-1   |
| 8 | 21/05/1934 | Amical      | Belgique - France        | 2-3   |
| 9 | 13/12/1936 | Amical      | France - Yougoslavie     | 1-0   |

| Saison                | Club                  | Championnat           | Championnat | Championnat | Coupe(s) nationale(s) | Coupe(s) nationale(s) | France | France | Total | Total |
| Saison                | Club                  | Division              | M.          | B.          | M.                    | B.                    | M.     | B.     | M.    | B.    |
| 1932-1933             | Olympique lillois     | D1                    | 18          | 0           | 3                     | 0                     | 6      | 0      | 27    | 0     |
| 1933-1934             | Olympique lillois     | D1                    | 25          | 0           | 5                     | 0                     | 2      | 0      | 32    | 0     |
| 1934-1935             | Olympique lillois     | D1                    | 27          | 0           | 3                     | 0                     | -      | -      | 30    | 0     |
| 1935-1936             | Olympique lillois     | D1                    | 30          | 0           | 5                     | 0                     | -      | -      | 35    | 0     |
| 1936-1937             | Olympique lillois     | D1                    | 27          | 0           | 2                     | 0                     | 1      | 0      | 30    | 0     |
| 1937-1938             | Olympique lillois     | D1                    | 14          | 0           | 1                     | 0                     | -      | -      | 15    | 0     |
| Sous-total            | Sous-total            | Sous-total            | 141         | 0           | 19                    | 0                     | 9      | 0      | 169   | 0     |
| 1938-1939             | Red Star              | D2                    | 16          | 0           | 2                     | 0                     | -      | -      | 18    | 0     |
| Total sur la carrière | Total sur la carrière | Total sur la carrière | 157         | 0           | 22                    | 0                     | 9      | 0      | 188   | 0     |

## Palmarès
Championnat de France (1)
- Champion en 1933

Championnat de France D2 (1)
- Champion en 1939